# Кухня Океании
Кухня Океании включает в себя кухню Австралии, Новой Зеландии и Новой Гвинеи, а также кухни многих других островов, расположенных на территории Океании.
Поскольку регион Океании состоит из островов и атоллов, морепродукты составляют значительную часть рациона, а овощи, такие как картофель, батат, таро и ямс, являются основным источником крахмала. Кокос и его производные продукты, такие как кокосовое молоко, кокосовое масло и кокосовый сахар, — важный кулинарный ингредиент в тропиках Океании.
Одним из наиболее характерных устройств для приготовления пищи в Океании является земляная печь. На дно ямы в земле кладут слой камней, на которых разжигается костёр. Раскалённые камни обливают водой, накрывают листьями, кладут на них пищу, обёрнутую в банановые листья и сверху покрывают горячими камнями, листьями и землёй.

## Австралия

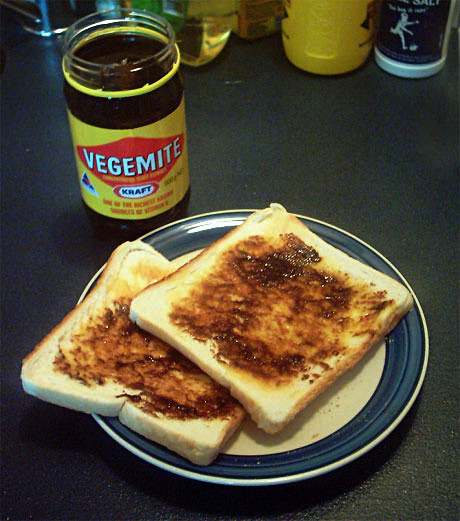
Тосты, намазанные веджимайтом

Австралийская кухня сформировалась на основе англо-кельтских кулинарных традиций. Популярны такие английские блюда, как запечённый окорок, жареная индейка, фаршированная курица, пудинги, обычно подающиеся к праздничному столу. Кухни стран Азии и Средиземноморья, благодаря большому притоку иммигрантов, также оказали влияние на австралийскую кухню. Из традиционной кухни коренных народов (бушфуд, англ. bush food) в австралийскую кухню вошли такие виды местного мяса, как кенгурятина, мясо эму, крокодила и опоссума. Одним из самых распространённых блюд является барбекю. Типичный австралийский завтрак — тосты с пастой веджимайт. Самобытной частью кухни Австралии являются разнообразные десерты, в частности торт павлова.
Кухня Острова Рождества является сочетанием традиционной австралийской кухни и азиатской кухни (в основном индонезийской и малайской).

## Галерея

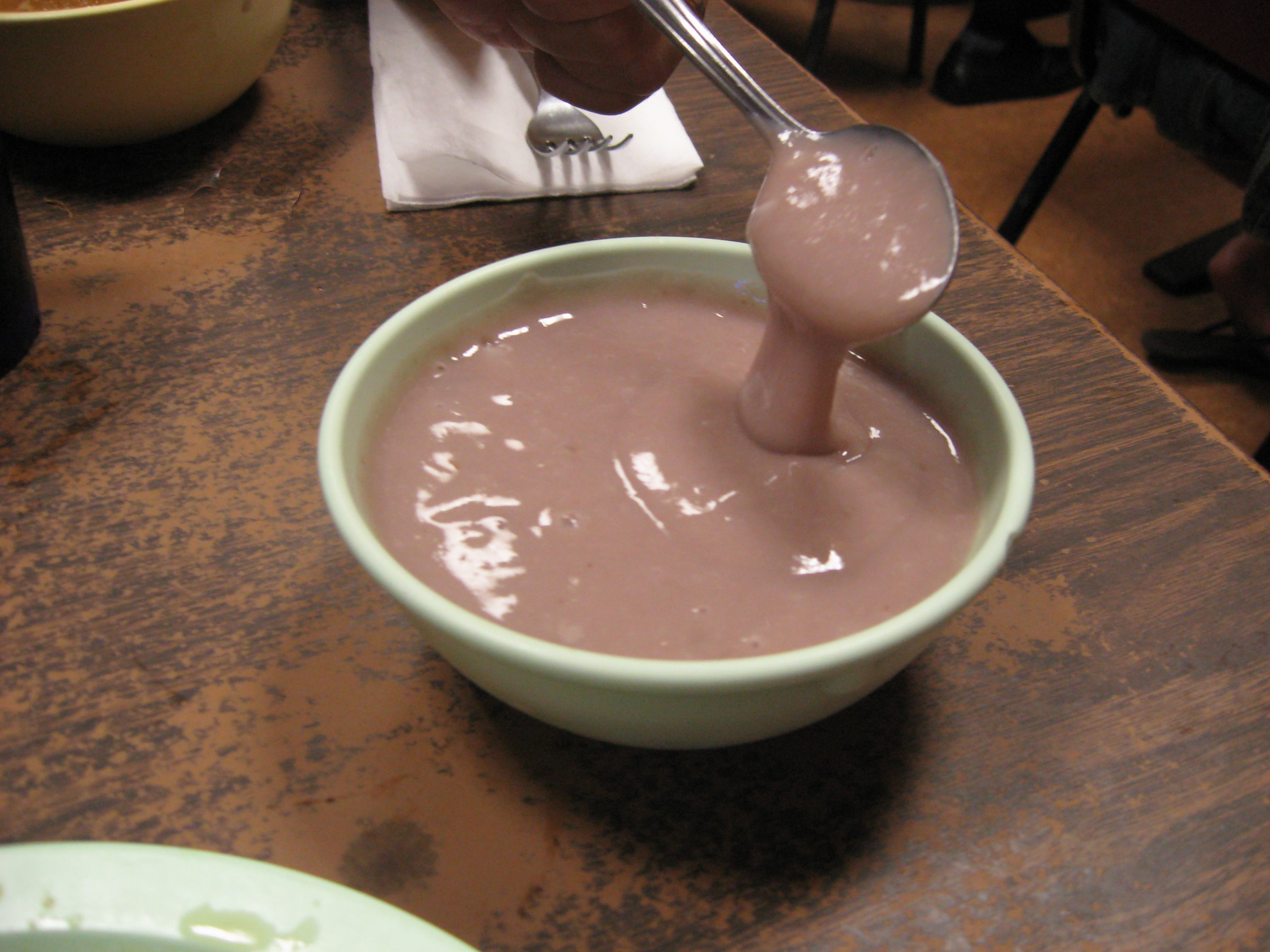
Пои, традиционное полинезийское блюдо из таро.
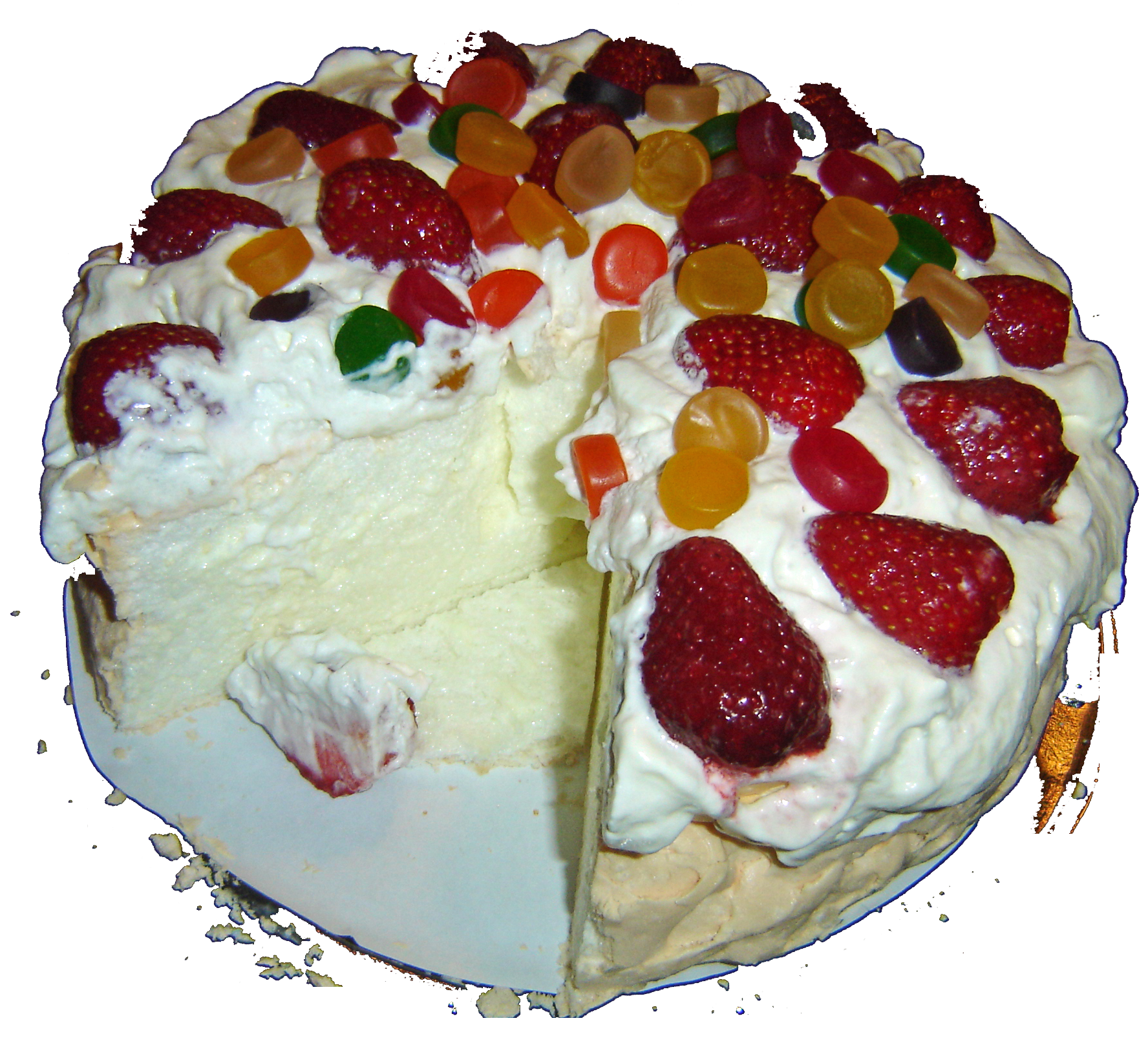
Павлова, торт-безе, популярный в Новой Зеландии и Австралии.
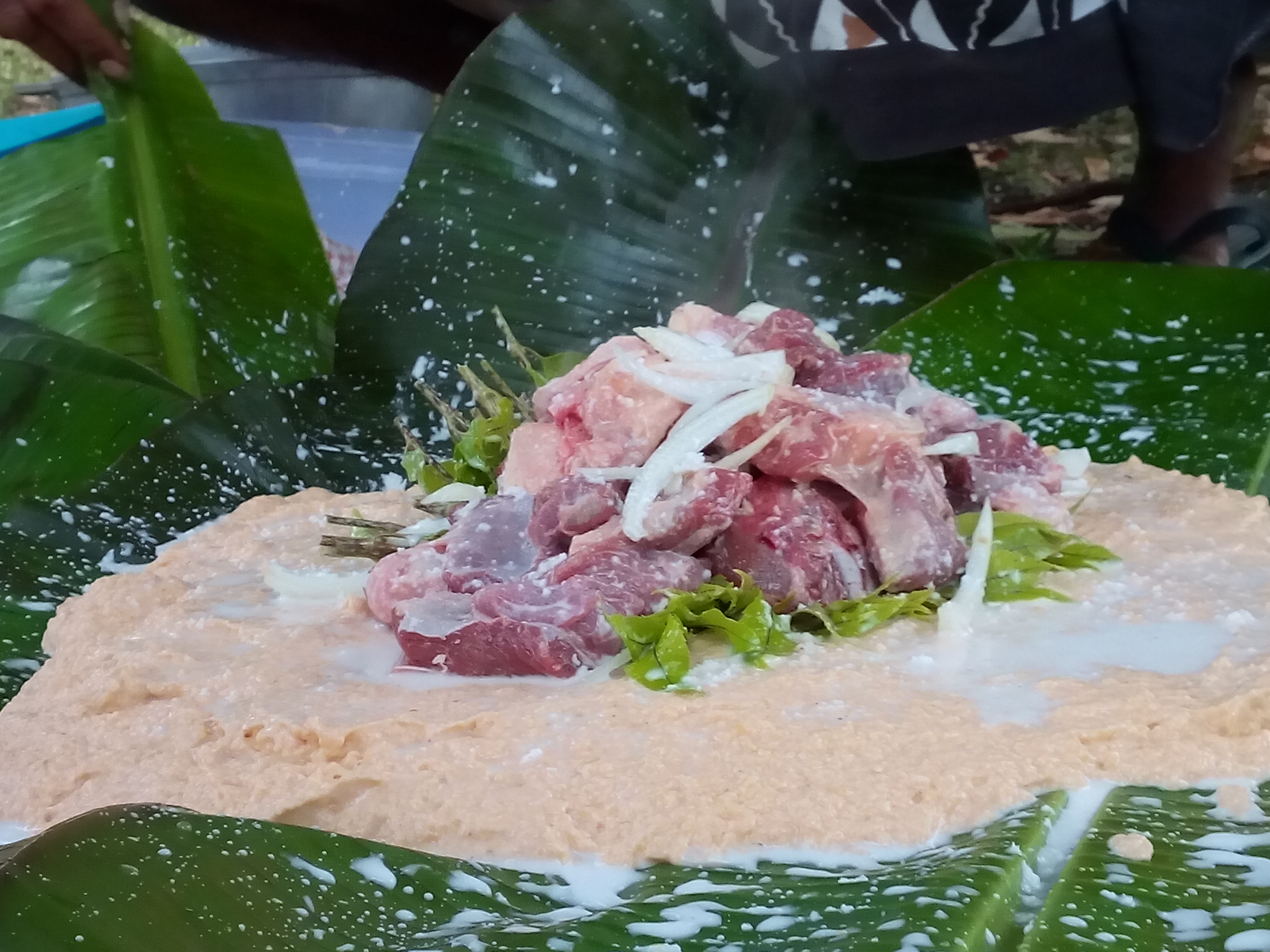
Лаплап[англ.], национальное блюдо Вануату.
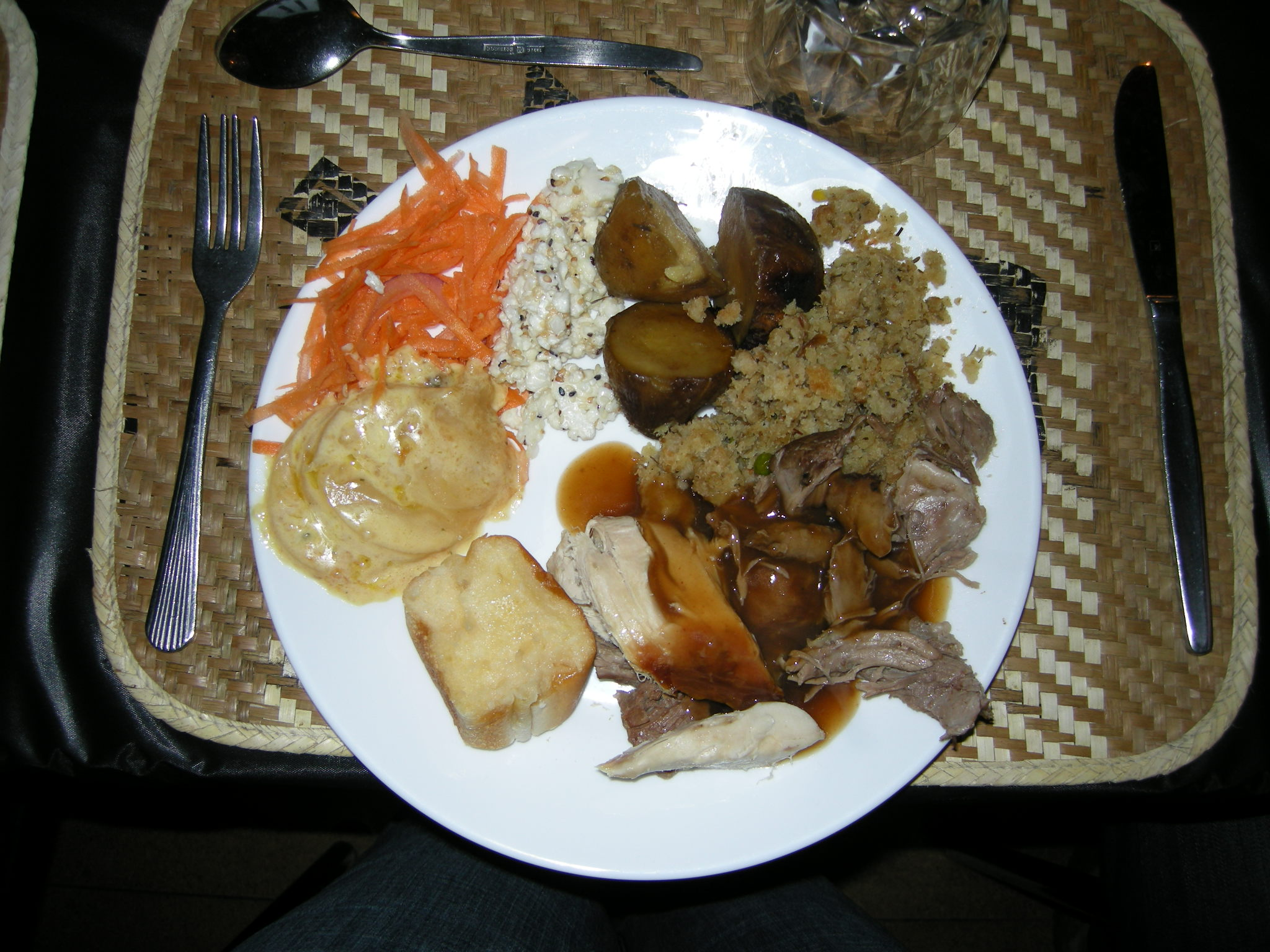
Приготовленное в ханги[англ.] блюдо, маорийская кухня.